# Yi Dongnyeong
Yi Dongnyeong (también Yi Dong-nyung; idioma coreano: 이동녕; Cheonan, Chungcheongbuk, Joseon, 2 de septiembre de 1869 - Sichuan, República de China, 13 de marzo de 1940) fue un político y activista de la independencia coreana. Fue el cuarto (enero - julio de 1926), séptimo (agosto de 1927 - 1930), octavo (1930 - 1933), décimo (1935 - 1939) y undécimo (1939 - 1940) presidente del Gobierno Provisional de la República de Corea en el exilio en Shanghái, República de China.
| Predecesor: Yi Sang-ryong | 5.º presidente del Gobierno Provisional de la República de Corea 1926                | Sucesor: Hong Jin    |
| Predecesor: Kim Gu        | 7.º y 8.º presidente del Gobierno Provisional de la República de Corea 1927 - 1933   | Sucesor: Yang Gi-tak |
| Predecesor: Yang Gi-tak   | 10.º y 11.º presidente del Gobierno Provisional de la República de Corea 1935 - 1940 | Sucesor: Kim Gu      |

- Datos: Q494149